# Ołesia Mamczycz
Ołesia Mamczycz (Олеся Олександрівна Мамчич, ur. 1981 w Kijowie) – ukraińska poetka i autorka książek dla dzieci.

## Życiorys
Urodziła się w 1981 roku w Kijowie. Ukończyła studia w dziedzinie twórczości literackiej na Kijowskim Uniwersytecie Narodowym im. Tarasa Szewczenki. Jej pierwszy tomik poetycki ukazał się w 2005 roku. Jej wiersze dla dzieci są lekturami szkolnymi. Twórczość Mamczycz została przetłumaczona na język angielski, polski, białoruski, gruziński, rumuński, rosyjski, litewski, łotewski i hebrajski. Po polsku jej wiersze ukazały się w antologii Wschód – Zachód. Wiersze z Ukrainy i dla Ukrainy w przekładzie Anety Kamińskiej (2014) oraz na stronie Babiniec Literacki.
Podczas protestów rozpoczętych pod koniec 2013 roku w Kijowie Mamczycz organizowała akcje czytania wierszy.

## Twórczość

### Poezja
- Перекотиболе[1] („Perekotybole”), 2005[3]
- Обкладинка[1] („Obkładynka”), 2014[3]
- Сонце пішло у декрет[1] („Sonce piszło u dekret”), 2014[3]

### Dla dzieci
- А на нас упав ананас[1] („A na nas upaw ananas”), 2013[3]
- Тиранозавр Оленка[1] („Tyranozawr Ołenka”), 2017[3]
- Електромобіль Сашко, 2018[1]
- Хто з’їв мою піжаму?, 2018[1]